# Dibororrenio
El diboruro de renio (ReB2) es un material superduro sintético. Fue descubierto por un equipo de la UCLA y anunciado en Science en abril del 2007.
El método de producción de este material no involucra altas presiones, como en otros materiales sintéticos duros, tales como el nitruro de boro cúbico, lo que abarata su producción.
Este compuesto se forma a partir de una mezcla de renio, notable por su resistencia a la presión alta, y el boro, el cual forma enlaces covalentes cortos y fuertes con el renio. El material resultante es lo suficientemente duro como para rayar al diamante.

## Síntesis
El ReB2 puede ser sintetizado por al menos tres métodos diferentes a presión atmosférica: reacción de metátesis, fusión en un arco eléctrico, y calentamiento directo de los elementos.
En la reacción de metátesis, el tricloruro de renio y el diboruro de magnesio se mezclan y calientan en una atmósfera inerte y el subproducto cloruro de magnesio es eliminado por lavado. El boro excedente se necesita para evitar la formación de otras fases como el Re7B3 y el Re3B.
En el método de fusión y arco eléctrico, se mezclan polvos de renio y boro y se hace pasar una gran cantidad de corriente eléctrica (80 amperios) a través de la mezcla, también en una atmósfera inerte.
En el método de reacción directa, la mezcla de renio y boro se sella en un vacío y se mantiene a alta temperatura por un tiempo prolongado (1000 °C durante cinco días).
Al menos los dos últimos métodos son capaces de producir ReB2 puro sin ninguna otra fase, como lo confirma el análisis por cristalografía de rayos X.

## Propiedades
Dos factores contribuyen a la gran dureza del ReB2: una alta densidad de electrones de valencia y una abundancia de enlaces covalentes fuertes y cortos. El renio tiene una de las mayores densidades de electrones de valencia de entre todos los metales de transición (476 electrones/nm³, comparado con 572 electrones/nm³ del osmio y 705 electrones/nm³ de diamante). La adición de boro requiere sólo una expansión de 5% en la celda de renio, debido a que los pequeños átomos de boro llenan los espacios existentes entre los átomos de renio. Más aún, las electronegatividades del renio y el boro son lo suficientemente cercanas (1,9 y 2,04 en la escala de Pauling) que forman enlaces covalentes en los que los electrones son compartidos casi equitativamente.
El ReB2 es más duro que el diamante en ciertas direcciones, exhibiendo considerable anisotropía debido a su estructura de capas hexagonales.